# Coregonus reighardi
A Coreognus reighardi a sugarasúszójú halak (Actinopterygii) osztályához, ezen belül a lazacalakúak (Salmoniformes) rendjéhez és a lazacfélék (Salmonidae) családjához tartozó faj.

## Elterjedése
Kanada és az Amerikai Egyesült Államok területén honos. Utolsó példányát a Huron-tóban látták Kanadában. Az élőhelyére betelepített halak mára csak nem teljesen kiirtották.

## Megjelenése
Testhossza maximum 36 centiméter. Súlya 540 gramm. Teste valamivel vastagabb, mint többi rokonának.Feje meglehetősen rövid, szeme kis méretű.
A legidősebb példány, amit begyűjtöttek, nyolcéves volt. Életciklusa kevéssé ismert. Tavasszal ívik a tó alján.

## Életmódja
Rákokkal, puhatestűekkel és planktonnal táplálkozik.

## Fordítás
- Ez a szócikk részben vagy egészben  a   Shortnose Cisco című angol Wikipédia-szócikk ezen változatának fordításán alapul.  Az eredeti cikk szerkesztőit annak laptörténete sorolja fel. Ez a jelzés csupán a megfogalmazás eredetét és a szerzői jogokat jelzi, nem szolgál a cikkben szereplő információk forrásmegjelöléseként.